# Revolta de Shakushain
A Revolta de Shakushain (シャクシャインの戦い, Shakushain no tatakai) foi uma rebelião dos ainus contra a autoridade japonesa em Hokkaido entre 1669 e 1672. Foi liderada pelo líder ainu Shakushain contra o clã Matsumae, que representava o comércio japonês e interesses governamentais na área de Hokkaido então controlada pelos japoneses.
A densidade populacional de ainus era mais alta no que é hoje a região de Hidaka no sul de Hokkaido, devido à menor queda de neve e à abundância de veados. Essa área era aproximadamente dividida pela fronteira entre dois grupos regionais de Ainu, os Shum(un)kur, liderado por Onibishi e os Menash(un)kur, sob Kamoktain. Em 1648, surgiu uma briga entre os dois grupos devido a uma série de violações territoriais, um assunto levado muito a sério na sociedade ainu. Apesar de temerosos pelo seu comércio e interesses de garimpo na área, os Matsumae não tinham poder para fazer mais do que se oferecer para mediar. Quando Kamoktain foi morto em 1653, Shakushain tornou-se líder dos Menashunkur. Em 1655, ambos os líderes aceitaram a oferta de mediação Matsumae, mas incidentes continuaram ocorrendo esporadicamente até que os homens de Shakushain emboscaram e mataram Onibishi em 1668, enquanto ele conversava com o líder dos mineiros japoneses na área. Os Shumunkur sofreram mais reveses e imploraram ajuda aos Matsumae, mas o clã se recusou a intervir, dizendo que nunca interfeririam nas guerras dos ainus.
Na realidade, o domínio Matsumae era pequeno e militarmente fraco. Um censo de 1777, por exemplo, revelou que a população do domínio era de 26500, com apenas 170 famílias de samurais, incluindo soldados de infantaria. A essa altura, o descontentamento entre os ainus em relação à exploração comercial era extremamente alto, e fontes históricas indicam que Shakushain foi capaz de efetuar uma reconciliação com os Shumunkur e enviar emissários a outros grupos ainu nas proximidades, em preparação para a guerra contra os Matsumae. Em meados de 1669, ainus de muitas comunidades começaram a atacar comerciantes, mineiros e caçadores de falcões. Ao todo, dezenove embarcações foram atacadas e entre duzentos e quatrocentos japoneses foram mortos. Quando as notícias chegaram ao domínio de Matsumae, o pânico tomou conta dos plebeus, mas o domínio começou a construir defesas e enviou uma força de samurais, mineiros e pescadores para Kunnui para interceptar Shakushain, depois avançando para o oeste com várias centenas de homens em direção ao domínio Matsumae. Os Matsumae, apesar de normalmente ressentidos com qualquer interferência externa em seus negócios, perceberam que não podiam esconder os fatos do Bakufu e enviaram um relatório a Edo. Ainda nervoso após a Rebelião de Shimabara de 1637-1638 e preocupado com a proximidade imaginada à Tartária, o Bakufu ordenou aos domínios Tsugaru e Nanbu que enviassem tropas e equipamentos para Matsumae. Quando a batalha finalmente se juntou, as armas dos ainus não foram páreo para as armas dos samurais. No final do ano, Shakushain foi assassinado traiçoeiramente durante negociações de paz falsas. As tensões permaneceram altas e campanhas de pacificação foram enviadas contra os ainus de Yoichi em 1670, para Shiraoi em 1671 e Kunnui em 1672, embora os Matsumae pudessem continuar o comércio com os Ainu no extremo norte e leste que não haviam participado do combate.
Segundo o estudioso Brett Walker:

A guerra de Shakushain se destaca como um divisor de águas na história da conquista de Ezo. Shakushain explodiu em cena como um líder carismático que provou ser capaz de unir as diferenças regionais entre as comunidades ainu, ameaçando uni-las contra a invasão japonesa do sul. O xogunato Tokugawa reagiu solidificando sua própria frente única de aliados militares no nordeste, substituindo os generais locais de Matsumae por homens de sua própria escolha, ilustrando assim seu papel autonomeado de defensor do reino.

A única outra revolta comparável em grande escala por Ainu contra o domínio japonês foi a Batalha de Menashi-Kunashir de 1789. Uma rebelião anterior na mesma linha foi a Revolta de Koshamain em 1456.